# Krasnîi Kolos, Rovenkî
Krasnîi Kolos (în ucraineană Красний Колос) este un sat în așezarea urbană Iasenivskîi din orașul regional Rovenkî, regiunea Luhansk, Ucraina.

## Demografie
Componența lingvistică a localității Krasnîi Kolos
     Rusă (92,9%)
     Ucraineană (7,1%)
Conform recensământului din 2001, majoritatea populației localității Krasnîi Kolos era vorbitoare de rusă (92,9%), existând în minoritate și vorbitori de ucraineană (7,1%).